# Quận Ventura, California
Quận Ventura là một quận trong tiểu bang California, Hoa Kỳ. Quận lỵ đóng tại thành phố Ventura2. Theo Cục điều tra dân số Hoa Kỳ, dân số năm 2000 của quận này là 753.197 người 2.